# شوزم خشن السويق
شوزم خشن السويق (الاسم العلمي:Psiadia aspera) هو نوع من النباتات يتبع جنس الشوزم من الفصيلة النجمية.